# كرايغ رايس (مؤلفة)
كرايغ رايس (بالإنجليزية: Craig Rice)‏ (5 يونيو 1908، شيكاغو في الولايات المتحدة - 28 أغسطس 1957، لوس أنجلوس في الولايات المتحدة)؛ كاتِبة، سيناريست وروائية أمريكية.

## روابط خارجية
- كرايغ رايس على موقع IMDb (الإنجليزية)
- كرايغ رايس على موقع قاعدة بيانات الفيلم (الإنجليزية)